# فهرست نامزدهای جایزه نوبل ادبیات

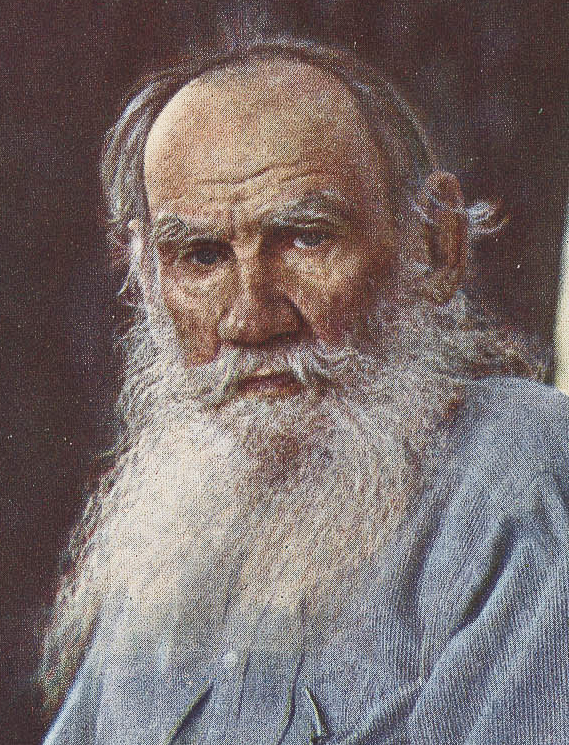
بسیاری از نویسندگان پرخواننده، مانند لئو تولستوی ، هرگز جایزه نوبل ادبیات را دریافت نکردند

جایزه نوبل ادبیات (سوئدی: Nobelpriset i litteratur) سالانه توسط آکادمی زبان سوئدی به نویسندگانی که به گفته آلفرد نوبل ، صنعتگر سوئدی و بانی این جایزه، «در حوزه ادبیات برجسته‌ترین اثر را در جهتی ایده‌آل» خلق کرده‌ باشند اهدا می‌شود.  نوبل ادبیات یکی از پنج جایزه نوبل است که به خاطر مشارکت‌های برجسته در شیمی، فیزیک ، صلح و فیزیولوژی یا پزشکی اعطا می‌شود. 

## نامزدها بر اساس اولین نامزدی‌شان

### ۱۹۰۱–۱۹۰۹
| تصویر | نام                | تولد                                              | مرگ                                             | سال‌های نامزدی                | یادداشت                                                            |
| ----- | ------------------ | ------------------------------------------------- | ----------------------------------------------- | ---------------------------- | ------------------------------------------------------------------ |
| ۱۹۰۱  |                    |                                                   |                                                 |                              |                                                                    |
|       | سولی پرودوم        | ۱۶ مارس ۱۸۳۹ پاریس, فرانسه                        | ۶ سپتامبر ۱۹۰۷ Châtenay-Malabry, پاریس, فرانسه  | ۱۹۰۱                         | برنده جایزه نوبل ادبیات ۱۹۰۱.                                      |
|       | فردریک میسترال     | ۸ سپتامبر ۱۸۳۰ Maillane, Bouches-du-Rhône, فرانسه | ۲۵ مارس ۱۹۱۴ Maillane, Bouches-du-Rhône, فرانسه | ۱۹۰۱, ۱۹۰۲, ۱۹۰۳, ۱۹۰۴       | جایزه نوبل ادبیات ۱۹۰۴ را به طور مشترک با خوزه اچگارای دریافت کرد. |
|       | هنریک سینکیه‌ویچ    | ۵ که ۱۸۴۶ Wola Okrzejska, Gmina Krzywda, لهستان   | ۱۵ نوامبر ۱۹۱۶ Vevey, Vaud, سوئیس               | 1901, 1902, 1903, 1904, ۱۹۰۵ | برنده جایزه نوبل ادبیات ۱۹۰۵.                                      |
|       | René Vallery-Radot | 1 October 1853 Paris, France                      | 24 January 1933 Paris, France                   | 1901                         | [ ۷ ]                                                              |
|       | ادموند روستان      | 1 April 1868 مارسی، بوچ-دو-رون، فرانسه            | 2 December 1918 پاریس، فرانسه                   | 1901                         | [ ۸ ]                                                              |

یادداشت‌ها:
1. ↑  R. Valery-Radot: La Vie de Pasteur ("Life of Pasteur", 1900)[۶]
2. ↑  روستان: سیرانو دو برژراک (۱۸۹۷) و عقابک ("Eaglet, ۱۹۰۰)[۶]